# (300121) 2006 VN4
(300121) 2006 VN4 es un asteroide perteneciente al cinturón de asteroides, descubierto el 9 de noviembre de 2006 por el equipo del Spacewatch desde el Observatorio Nacional de Kitt Peak, Arizona, Estados Unidos.

## Designación y nombre
Designado provisionalmente como 2006 VN4.

## Características orbitales
2006 VN4 está situado a una distancia media del Sol de 3,138 ua, pudiendo alejarse hasta 3,832 ua y acercarse hasta 2,443 ua. Su excentricidad es 0,221 y la inclinación orbital 13,41 grados. Emplea 2030,40 días en completar una órbita alrededor del Sol.
Los próximos acercamientos a la órbita de Júpiter se producirán el 2 de marzo de 2076, el 12 de julio de 2086 y el 27 de abril de 2160.

## Características físicas
La magnitud absoluta de 2006 VN4 es 15,7.